# Varinex
A Varinex Zrt. egy Ipar 4.0-díjas budapesti székhelyű piacvezető magyar vállalat, melynek fő tevékenysége az ipari 3D nyomtatás.

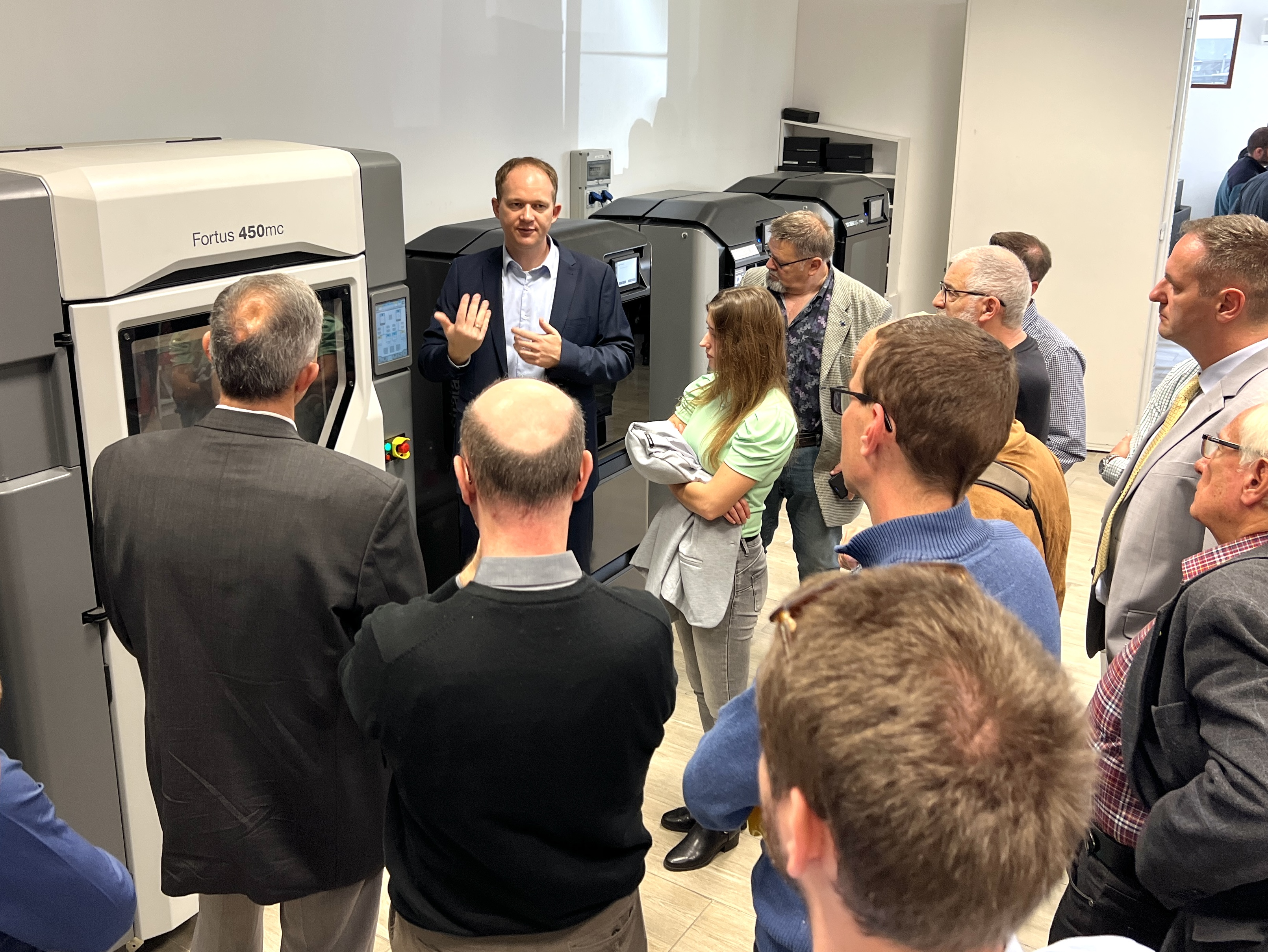
Gyárlátogatás a Varinexnél

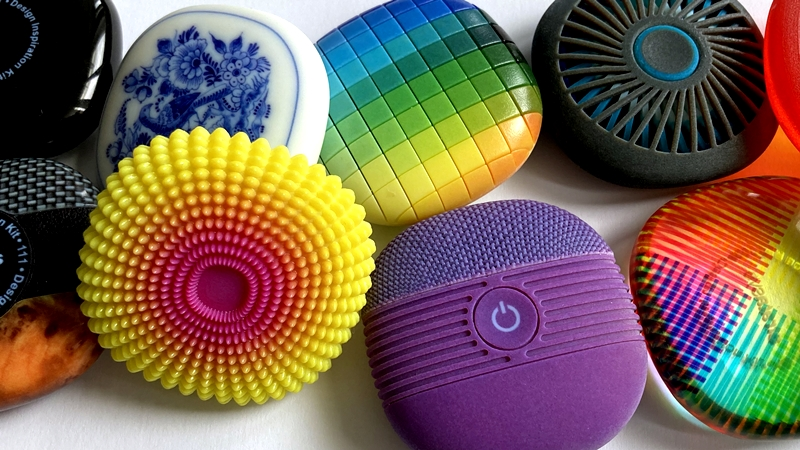
Polyjet technológiával 3D nyomtatott színes modellek

## Története
A nagy múltú vállalkozás már a rendszerváltás éveiben létrejött. Először FabiCAD néven alapvetően a 3D tervezés oldalával foglalkozott. Piacvezetőként 1998-ban a BME-vel együttműködve elsőként állítottak Magyarországon üzembe 3D nyomtatót. Innentől a hangsúly azonban egyre inkább a mind korszerűbb ipari 3D gyártás felé fordult, így 2001-től Varinex Zrt. néven működik a cég.
Ezt követően a cég elindította rendszeres szakmai fórumait, amelyeket féléves-éves rendszerességgel immár Varinex konferencia címmel rendez meg. A következő évektől a Varinex megjelent a legnagyobb hazai egyetemeken, a Budapesti Műszaki és Gazdaságtudományi Egyetem után elsőként, 2004 és 2006 között az Eötvös Loránd Tudományegyetemen.

## Tevékenysége
A Varinex a 2000-es évek óta mind több iparágnak nyújt termékeket, megoldásokat és szolgáltatásokat, valamint tudással, pénzügyi forrásokkal is támogatja a kutatás-fejlesztést és a magyar oktatást. Stratasys-partnerként 3D nyomtatók forgalmazásával, hozzáadott szakértelemmel foglalkozik. Megoldásként többek között PolyJet, FDM, SAF, P3 és SL szolgáltatást is biztosít az iparágaknak.
A vállalat ma már számos új területen jelen van és támogatja az egyetemeket, az oktatást. A funkcionális és esztétikai design területén hosszú távú támogatást nyújt a Moholy-Nagy Művészeti Egyetemnek többek között az Ugrás a jövőbe pályázatok kapcsán. A Varinex által támogatott tudományágak között van az űrtechnológia is, amelyben többek között a BME Aerospace Team fejlesztéseiben vesz részt jelentős partnerként.

## Díjak, elismerések
- Innovációs Díj, 2000, OM

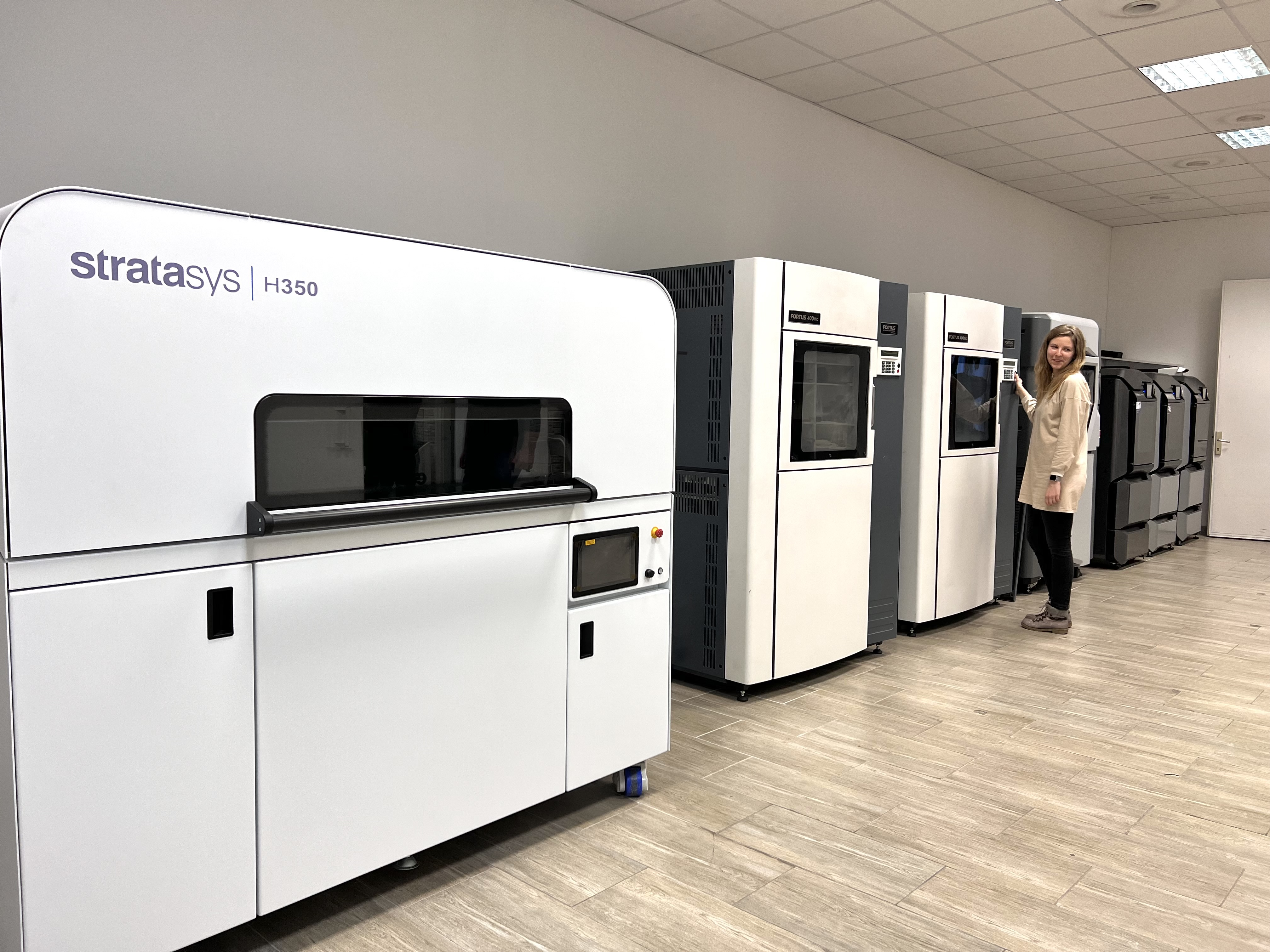
Vegyes 3D nyomtatók

- A Varinex 2021. október 25-én az Ipar 4.0-díjat nyerte el.
- A Varinex vezetője, Falk György, többek között a céggel megvalósított kutatás-fejlesztési munkájáért 2017-ben Gábor Dénes-díjat nyert el.[8]